# Altera
Altera  est un fabricant de composants reprogrammables (FPGA, CPLD). Dans ce domaine, il est en concurrence avec Xilinx, Actel, Lattice ou encore Atmel (appartenant à Microchip depuis janvier 2016). Altera est aussi à l'origine du processeur softcore NIOS et du bus Avalon.
Le 1er juin 2015, Intel annonce le rachat d'Altera pour 16,7 milliards de dollars,.
Le titre est retiré le 24 décembre 2015.

## Produits

### FPGA hautes performances
| Nom complet   | Introduction    | Technologie | Remarques |
| ------------- | --------------- | ----------- | --------- |
| Stratix       | 11 février 2002 | 130 nm      |           |
| Stratix GX    | 4 novembre 2002 | 130 nm      |           |
| Stratix II    | 2 février 2004  | 90 nm       |           |
| Stratix II GX | 24 octobre 2005 | 90 nm       |           |
| Stratix III   | 8 novembre 2006 | 65 nm       |           |
| Stratix IV    | 18 mai 2008     | 40 nm       |           |
| Stratix V     | 26 juillet 2010 | 28 nm       |           |
| Stratix 10    | 2013            | 14 nm       |           |

### FPGA polyvalent
| Nom complet | Introduction | Technologie | Remarques |
| ----------- | ------------ | ----------- | --------- |
| Arria GX    | 8 mai 2007   | 90 nm       |           |
| Arria II GX | 2009         | 40 nm       |           |
| Arria II GZ | 2010         | 40 nm       |           |
| Arria V     | 2011         | 28 nm       |           |
| Arria 10    | 2013         | 20 nm       |           |

### FPGA de grande série
| Nom complet | Introduction      | Technologie | Remarques |
| ----------- | ----------------- | ----------- | --------- |
| Cyclone     | 23 septembre 2002 | 130 nm      |           |
| Cyclone II  | 28 juin 2004      | 90 nm       |           |
| Cyclone III | 19 mars 2007      | 65 nm       |           |
| Cyclone IV  | 2009              | 60 nm       |           |
| Cyclone V   | 2011              | 28 nm       |           |
| Cyclone 10  | 13 février 2017   | 20 nm       |           |

### ASIC structurés
| Nom complet      | Introduction | Technologie | Remarques |
| ---------------- | ------------ | ----------- | --------- |
| HardCopy APEX    | 2001         | 180 nm      |           |
| HardCopy Stratix | 2003         | 130 nm      |           |
| HardCopy II      | 2005         | 90 nm       |           |
| HardCopy III     | 2008         | 40 nm       |           |
| HardCopy IV      | 18 mai 2008  | 40 nm       |           |
| HardCopy V       | 2010         | 28 nm       |           |

### CPLD
- MAX 3000A
- MAX 7000 : annoncé en 1991
- MAX II  : annoncé 2004
- MAX IIZ : annoncé le 8 mars 2007
- MAX V   : annoncé le 6 décembre 2010
- MAX 10 : disponible depuis 2015

## Bus Avalon
Avalon est un bus informatique développé par la société Altera et destiné à l'implémentation sur du matériel programmable (FPGA). Ses principaux atouts sont la simplicité de son architecture, une conception prévue pour optimiser l'utilisation des ressources matérielles et un support multimaître. Le bus Avalon est utilisé par la famille des processeurs softcore NIOS qui ont été conçus par Altera.